# Oligopleura (fjärilssläkte)
Oligopleura är ett släkte av fjärilar som beskrevs av Gottlieb August Herrich-Schäffer 1855. Oligopleura ingår i familjen mätare, Geometridae.

## Dottertaxa tillOligopleura, i alfabetisk ordning[1]
- Oligopleura aulaeata Felder & Rogenhofer, 1875
- Oligopleura fusca Dognin, 1923
- Oligopleura macrocephalata (Guenée, 1857)
- Oligopleura malachitaria Herrich-Schäffer, 1855